# Baojun
Baojun  é uma marca chinesa de automóveis, de propriedade da General Motors.

## Produtos
- Baojun E100 — Veículo elétrico.
- Baojun E200 — Veículo elétrico.
- Baojun KiWi EV — Antigo Baojun E300.
- Baojun Lechi — Vendido como Chevrolet Spark/Daewoo Matiz tem versão crossover denominada Lechi Cross.
- Baojun 310 — Subcompacto, possui versões Station Wagon "300W" e uma sedã "330".
- Baojun 360 — Veículo multipropósito (MPV) compacto.
- Baojun 510 — SUV crossover subcompacto. Vendido na América Latina, Oriente Médio, África e em mercados emergentes como Chevrolet Groove.
- Baojun 530 — SUV crossover compacto. Substituto do Baojun 560. Vendido como GM-Wuling Almaz na Indonésia, como Chevrolet Captiva na América Latina e Tailândia e como MG Hector na Índia.
- Baojun 560 — SUV crossover compacto. Foi substituído pelo Baojun 530.
- Baojun 610 / 630 — O 610 é um hatchback compacto, o sedã é denominado 630. Ao redor do mundo é vendido como Chevrolet Optra.
- Baojun 730 — Veículo multipropósito (MPV) compacto. Para a segunda geração ele foi vendido na Indonésia sob a alcunha de GM-Wuling Cortez.
- Baojun E300 — Veículo elétrico.
- Baojun RC-5 — Substituto do Baojun 630. Disponível em versão sedã e Station Wagon (RC-5W), compartilha a plataforma com o RS-5 SUV.[1][2][3]
- Baojun RC-6 — Médio alto.[4]
- Baojun RS-3 — SUV crossover subcompacto. Substituto do 510.
- Baojun RS-5 — SUV crossover compacto.
- Baojun RS-7 — SUV crossover médio.[5]
- Baojun RM-5 — Veículo multipropósito (MPV) compacto de 5, 6 e 7 lugares.
- Baojun Valli

## Galeria

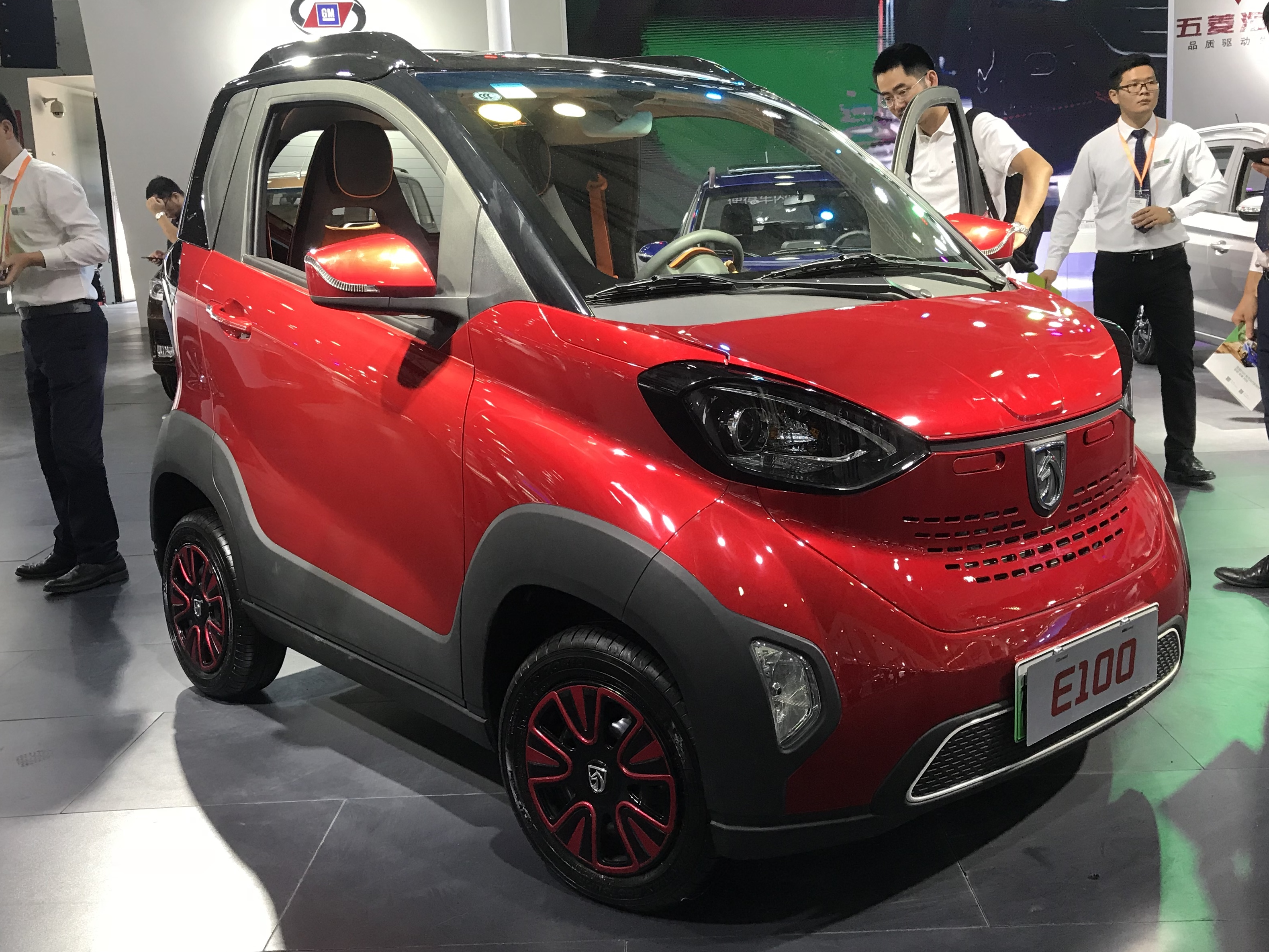
Baojun E100
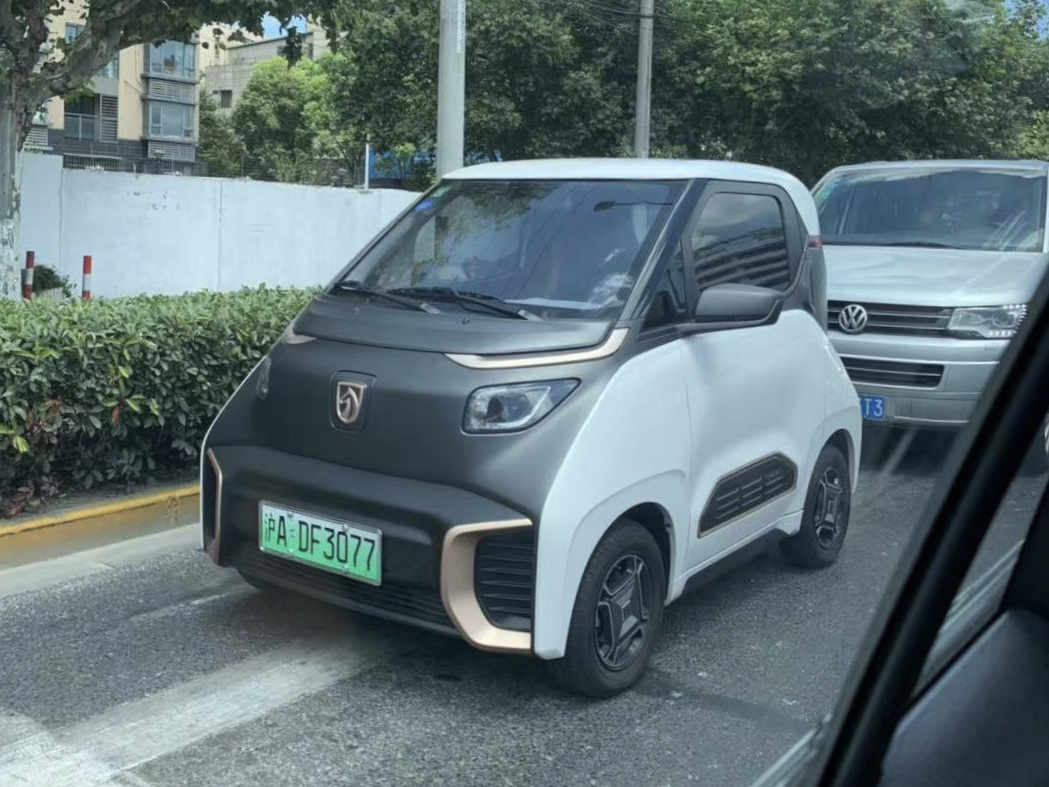
Baojun E200
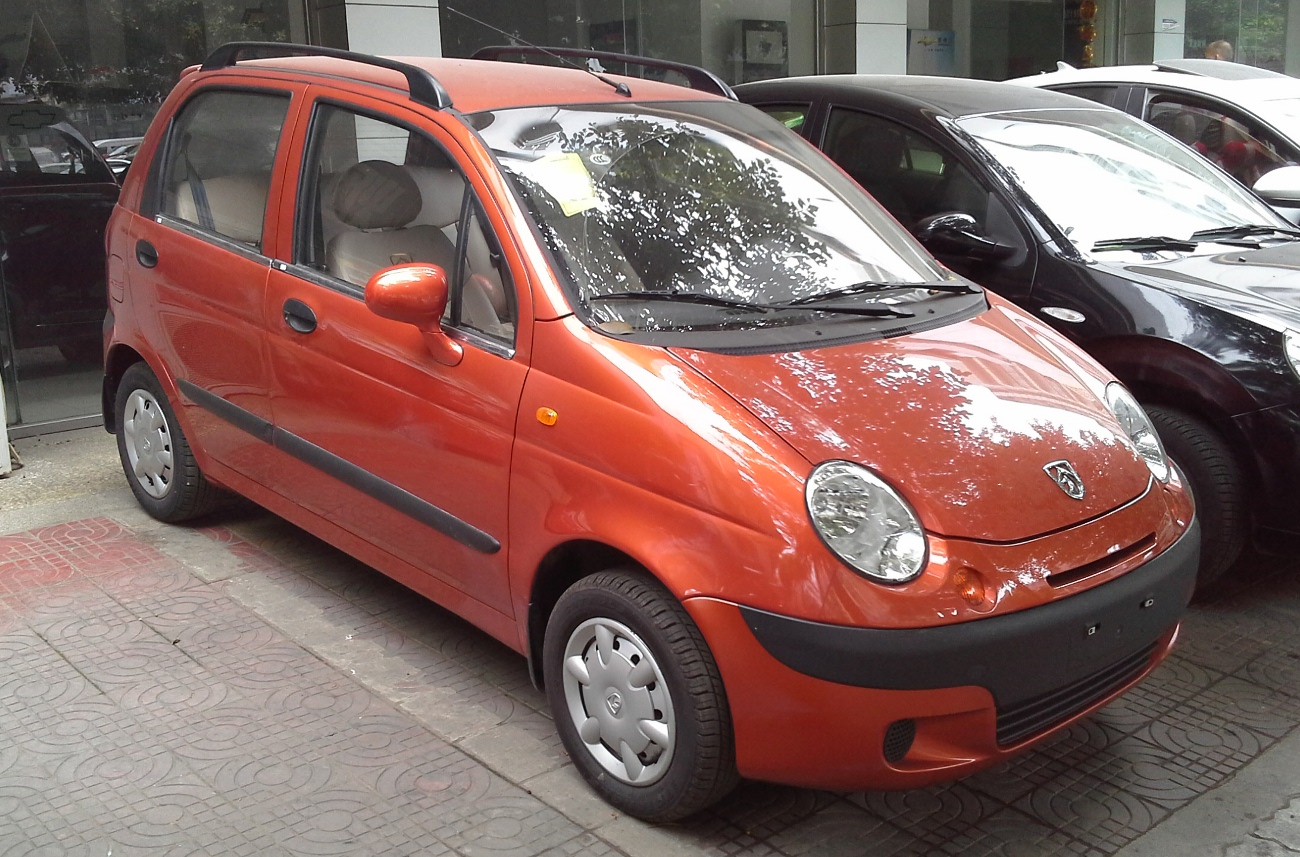
Baojun Lechi
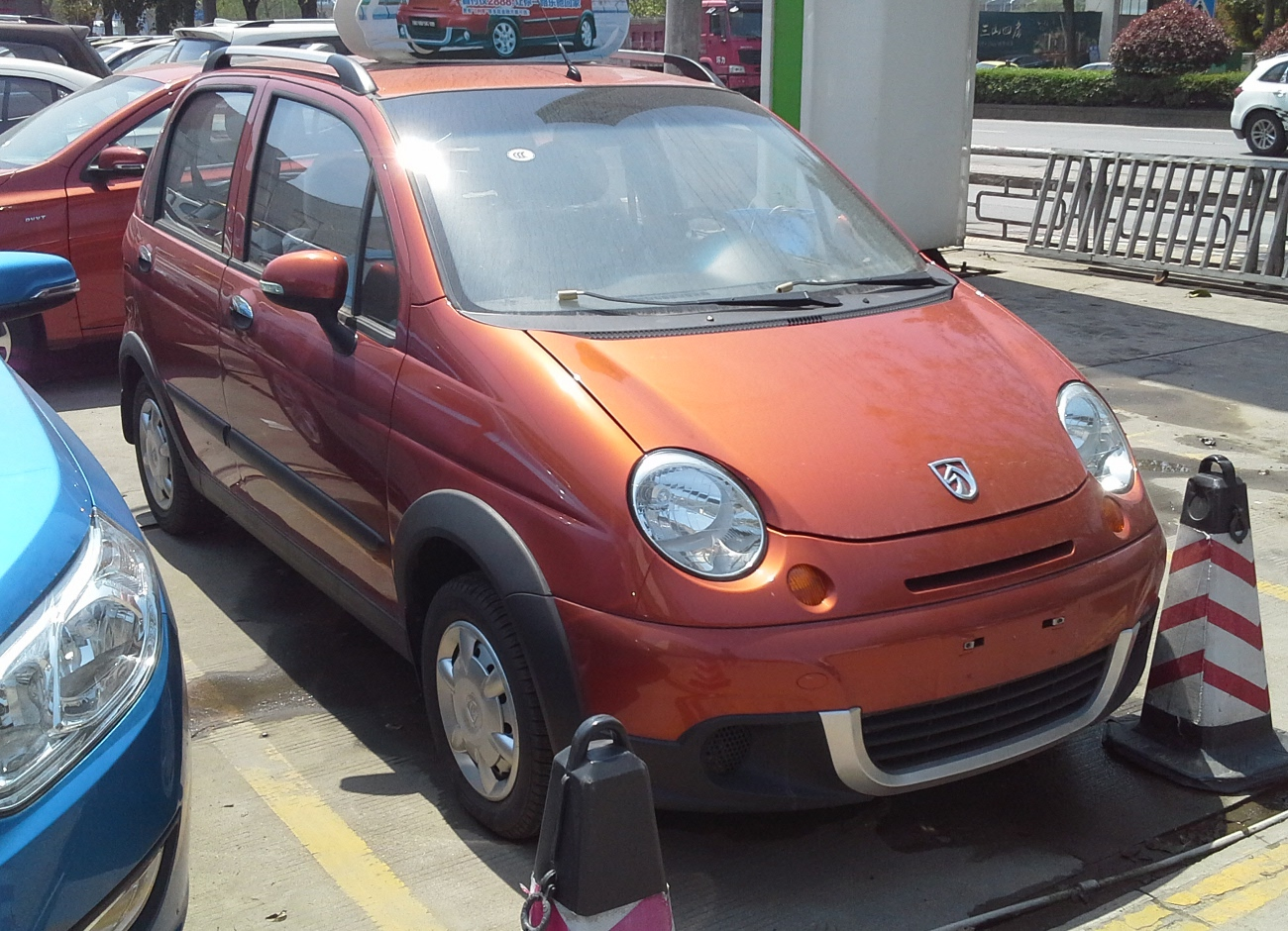
Baojun Lechi Cross
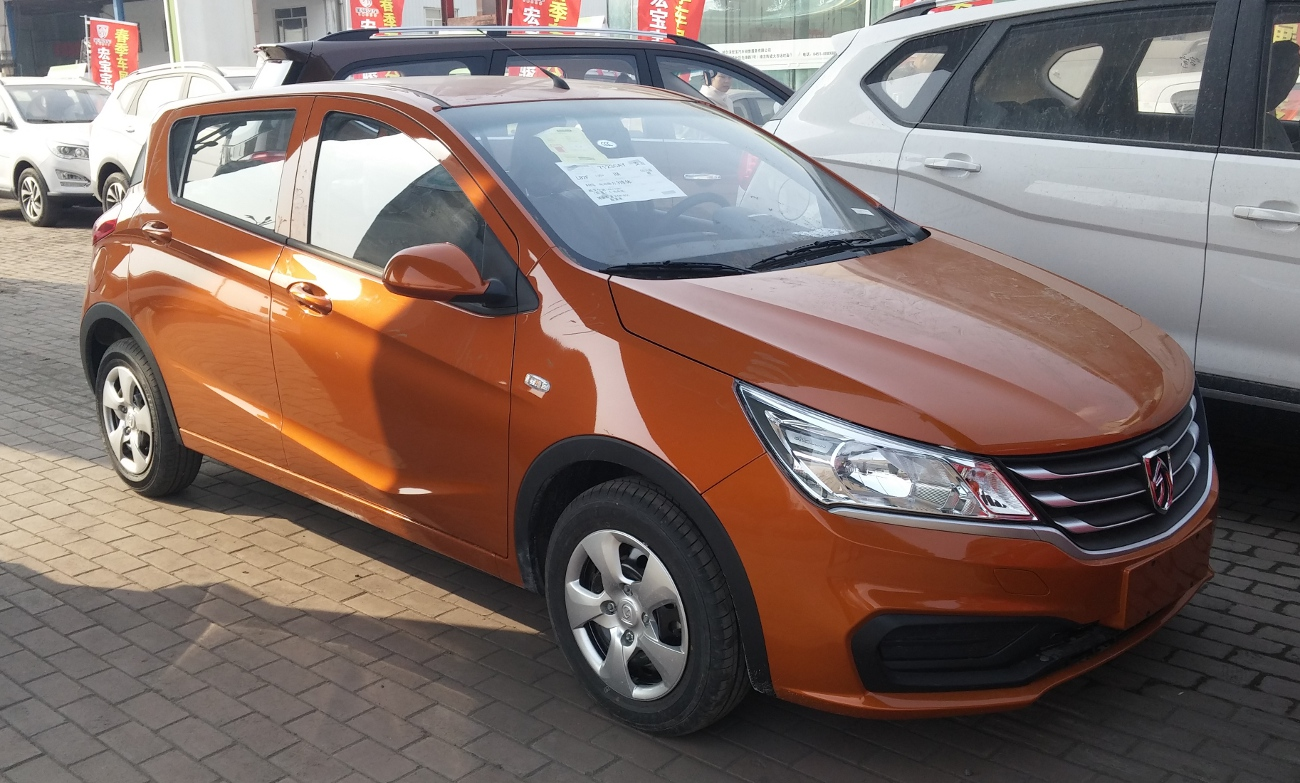
Baojun 310
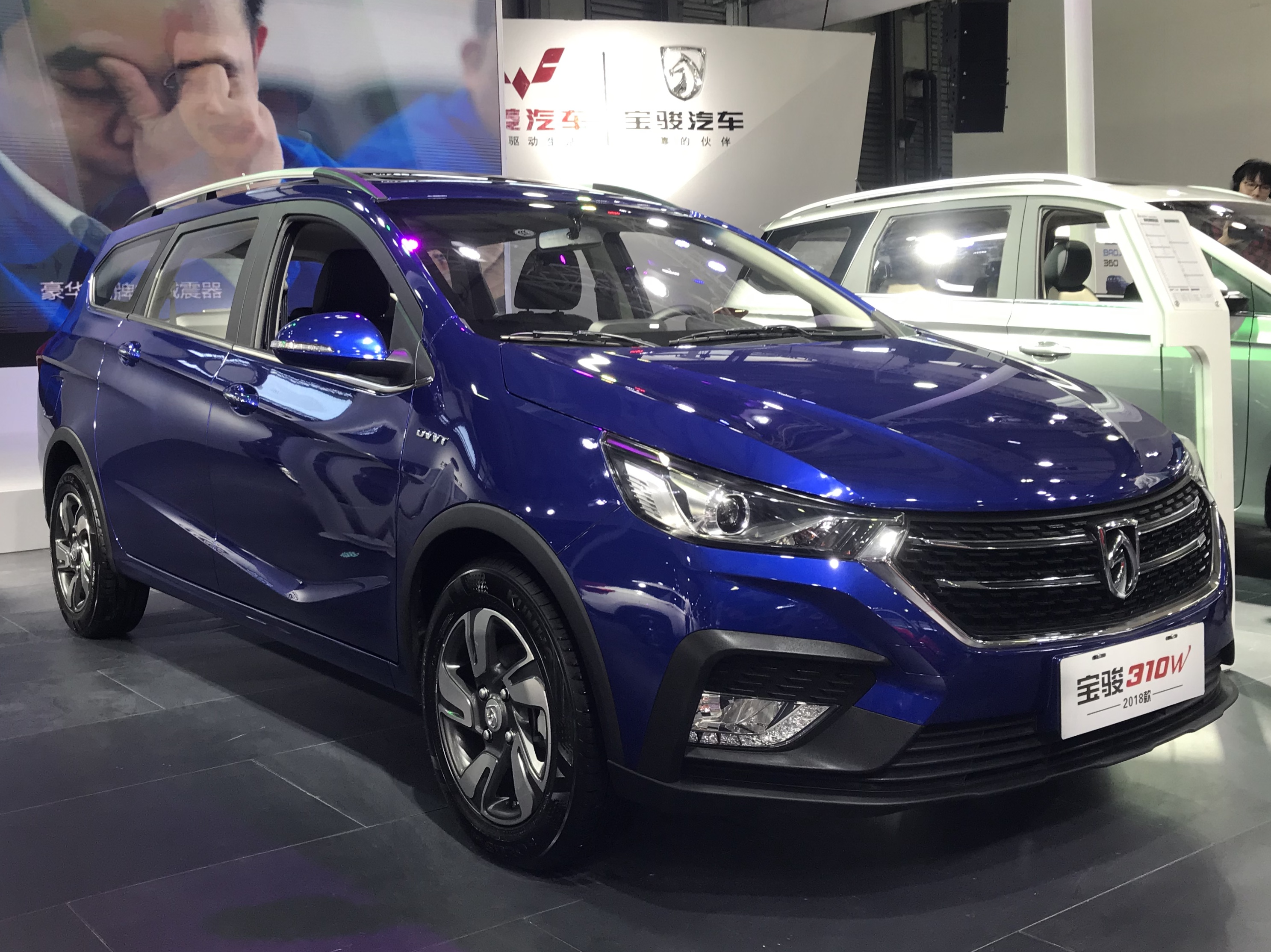
Baojun 310W estate
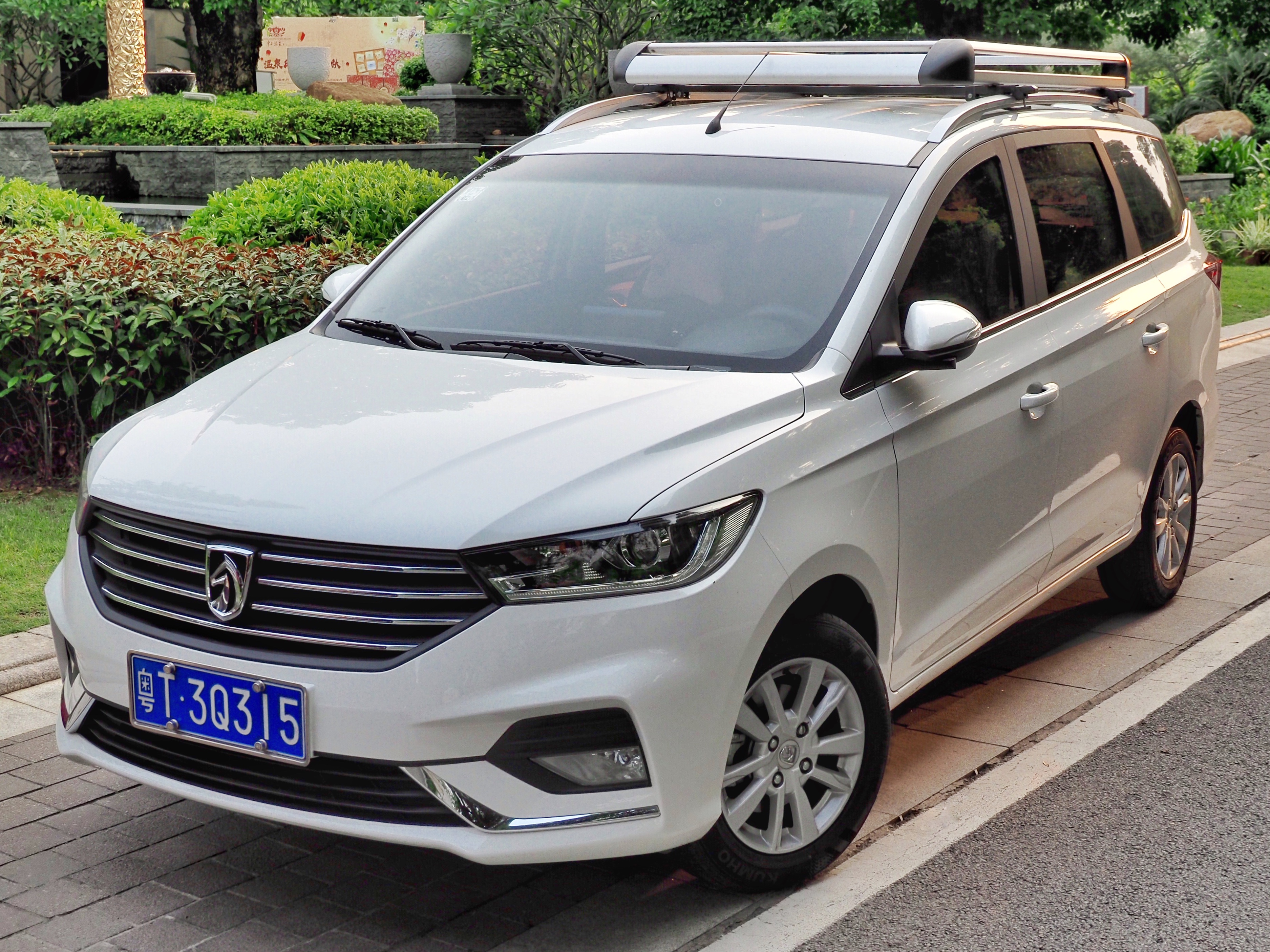
Baojun 360
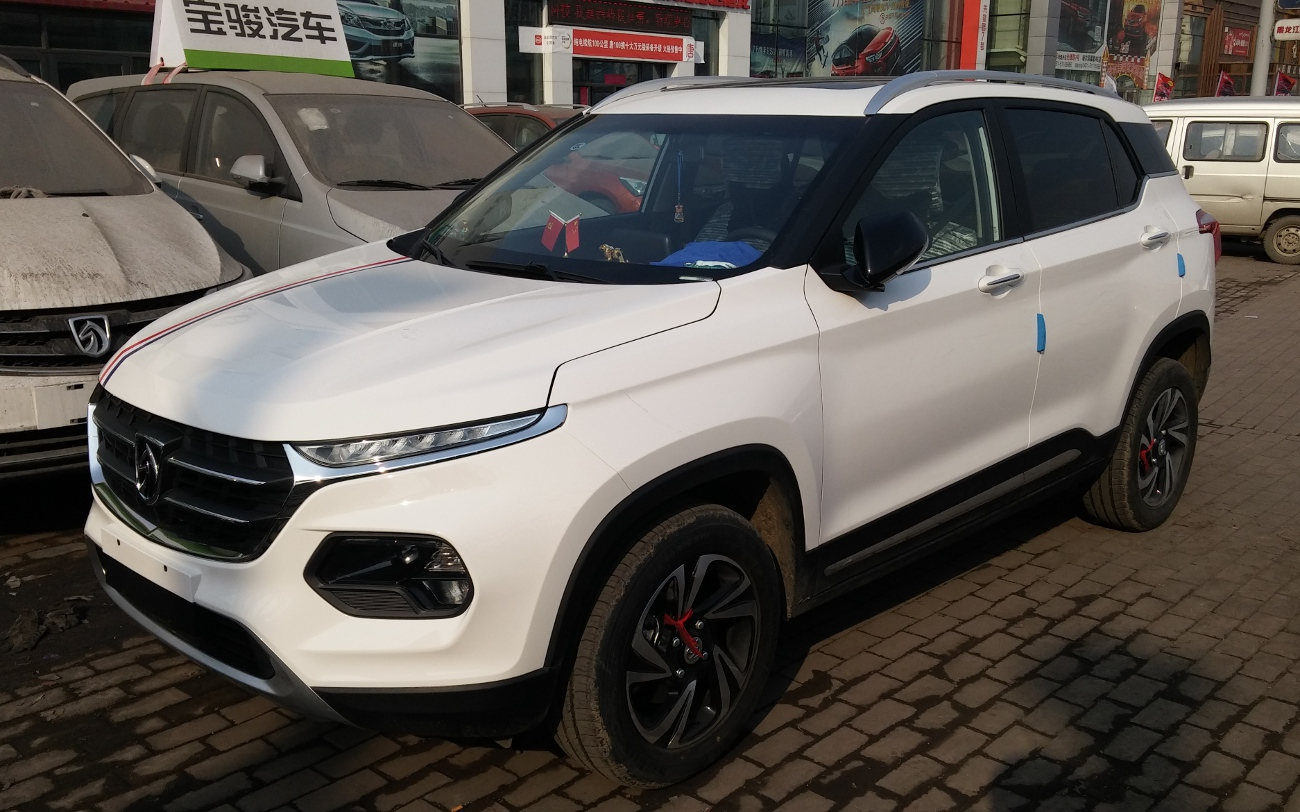
Baojun 510
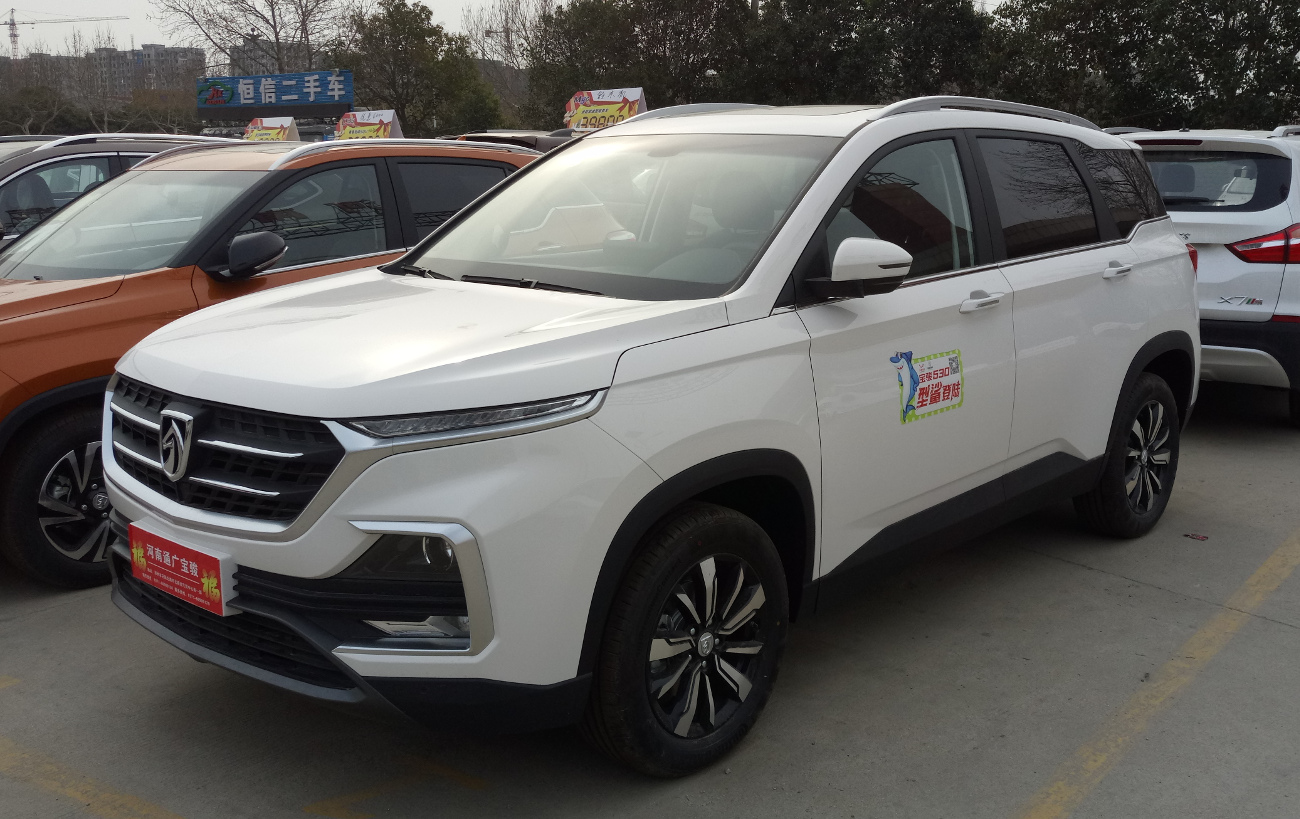
Baojun 530
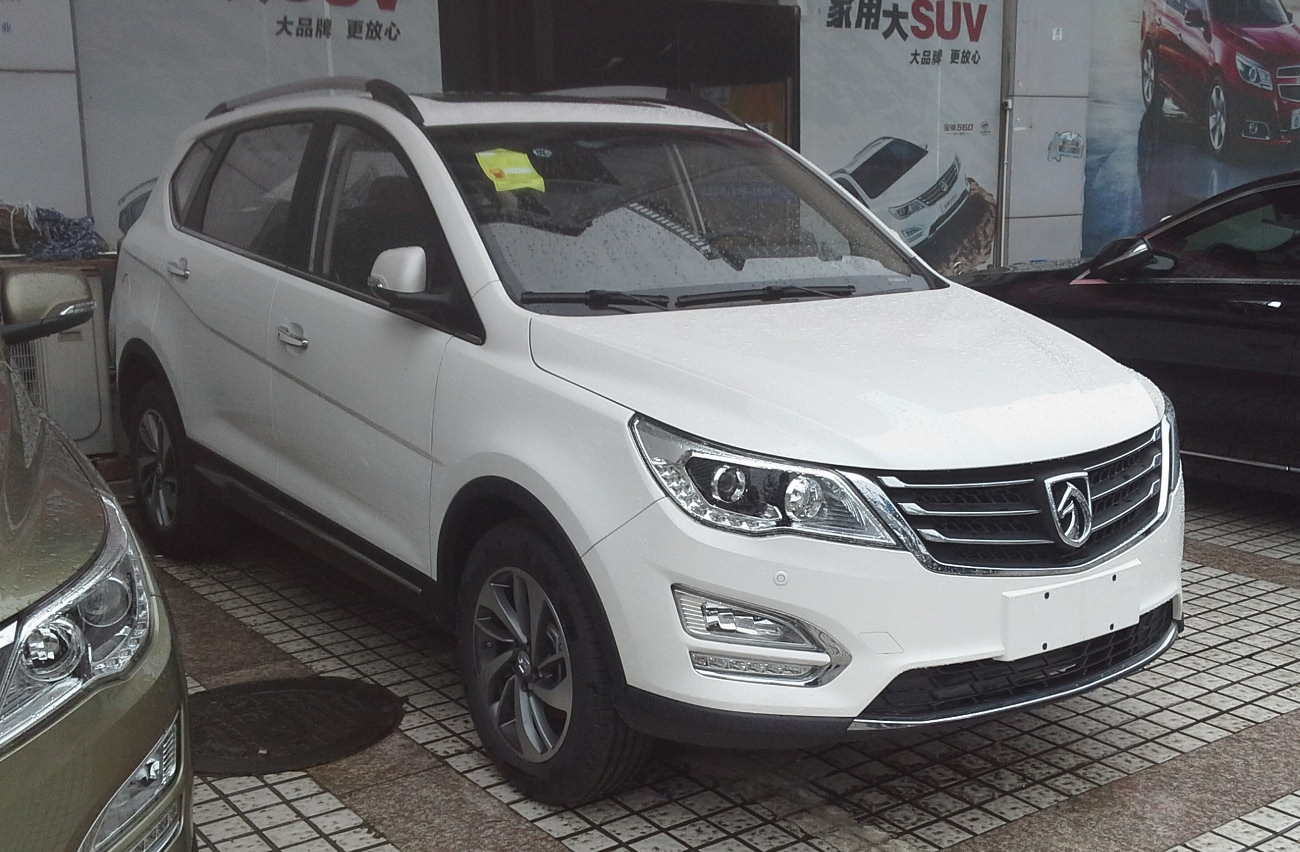
Baojun 560
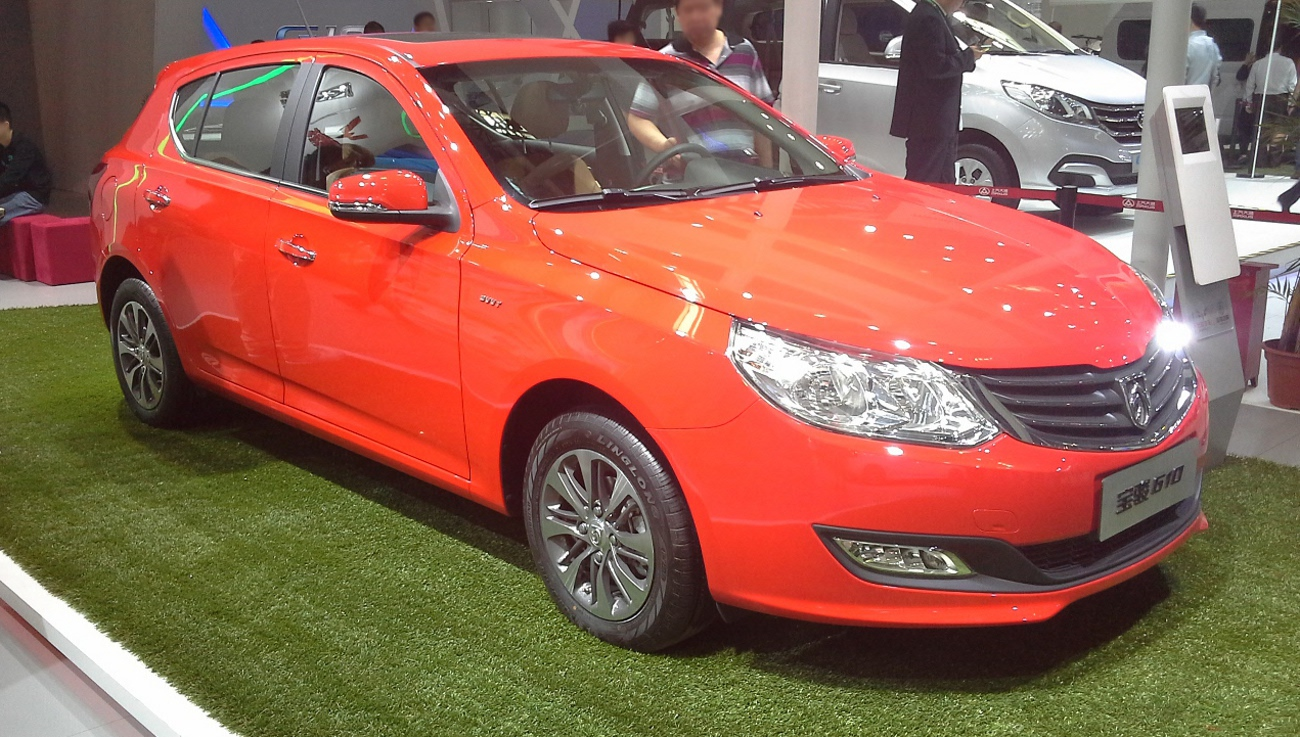
Baojun 610
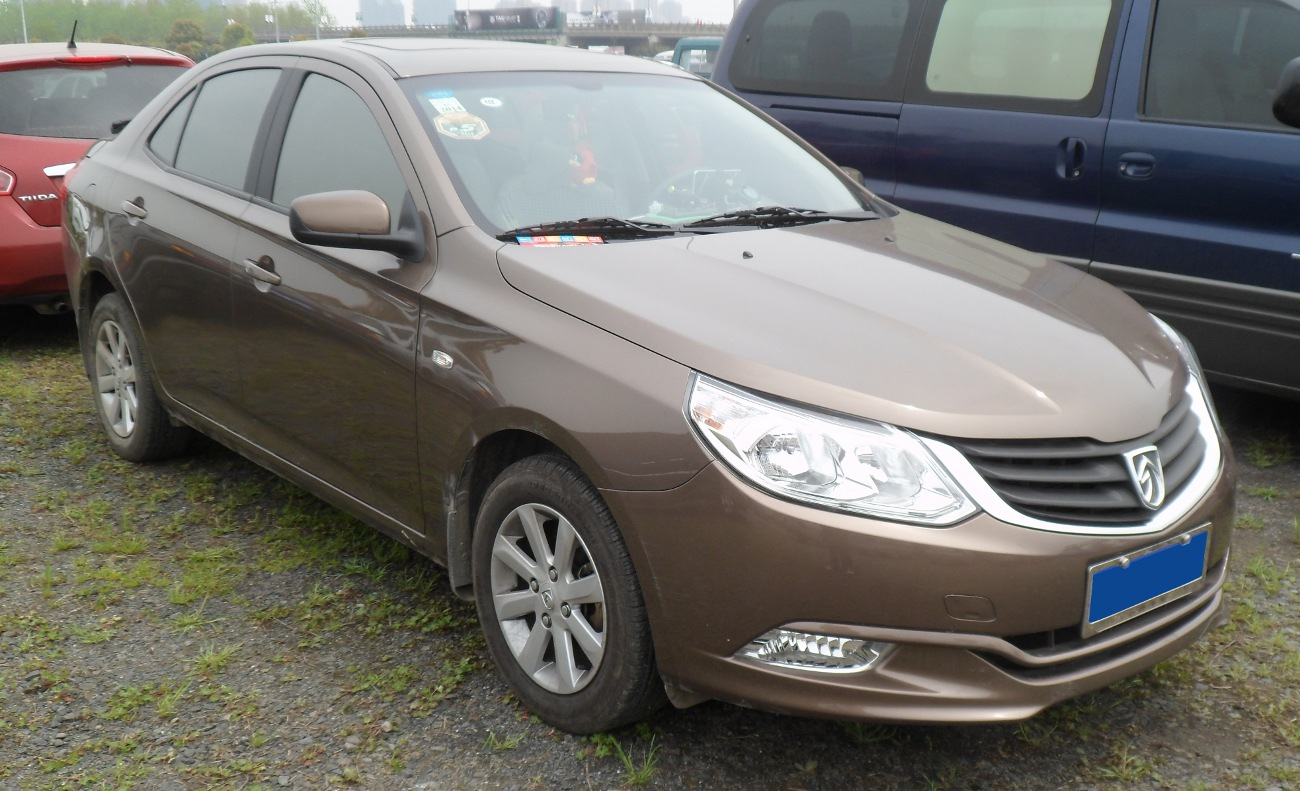
Baojun 630
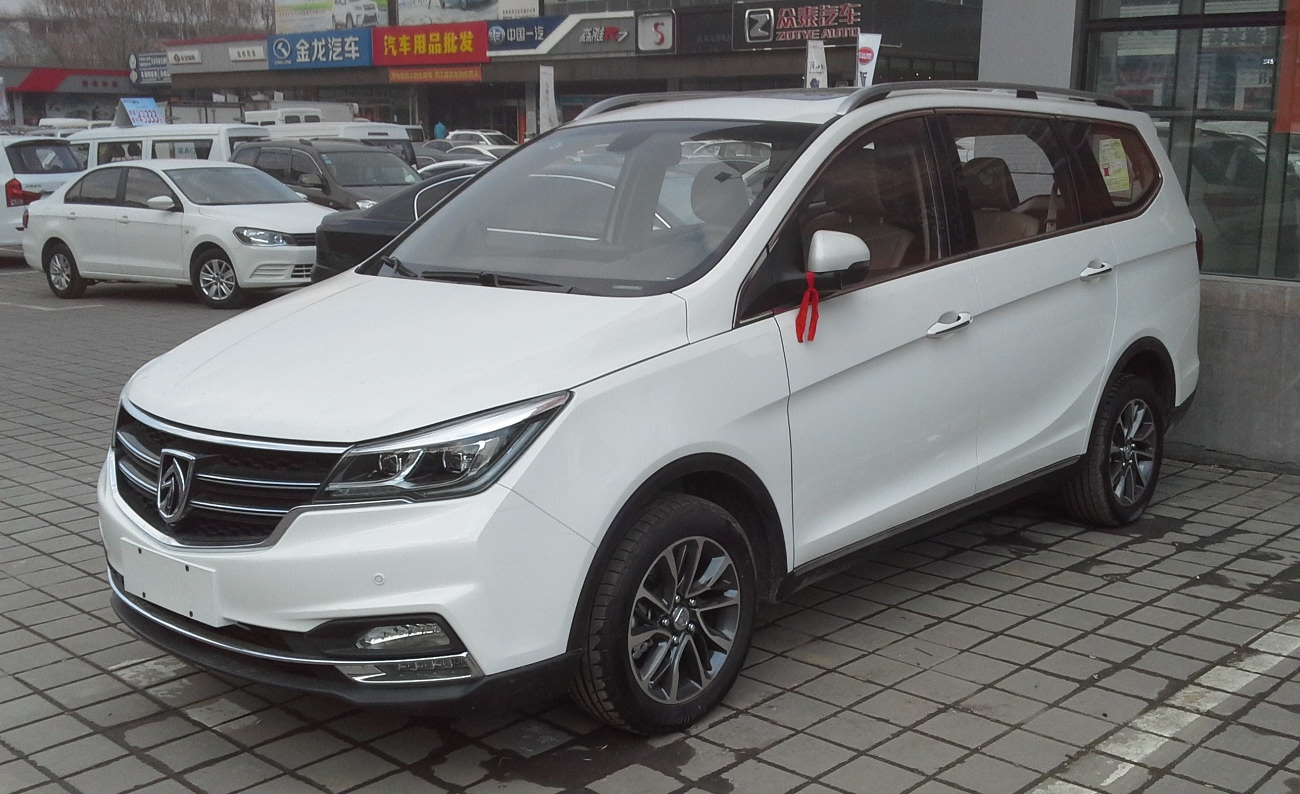
Baojun 730
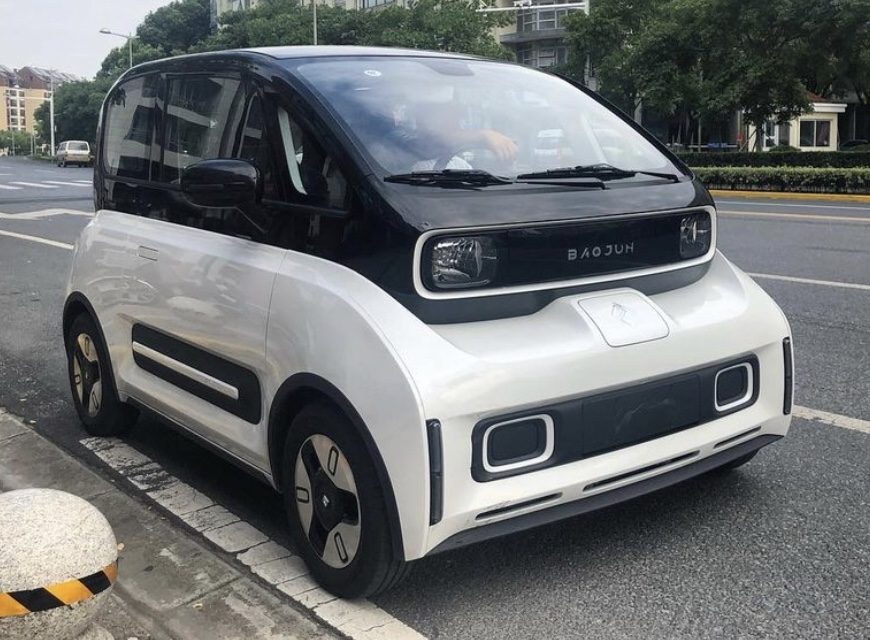
Baojun E300
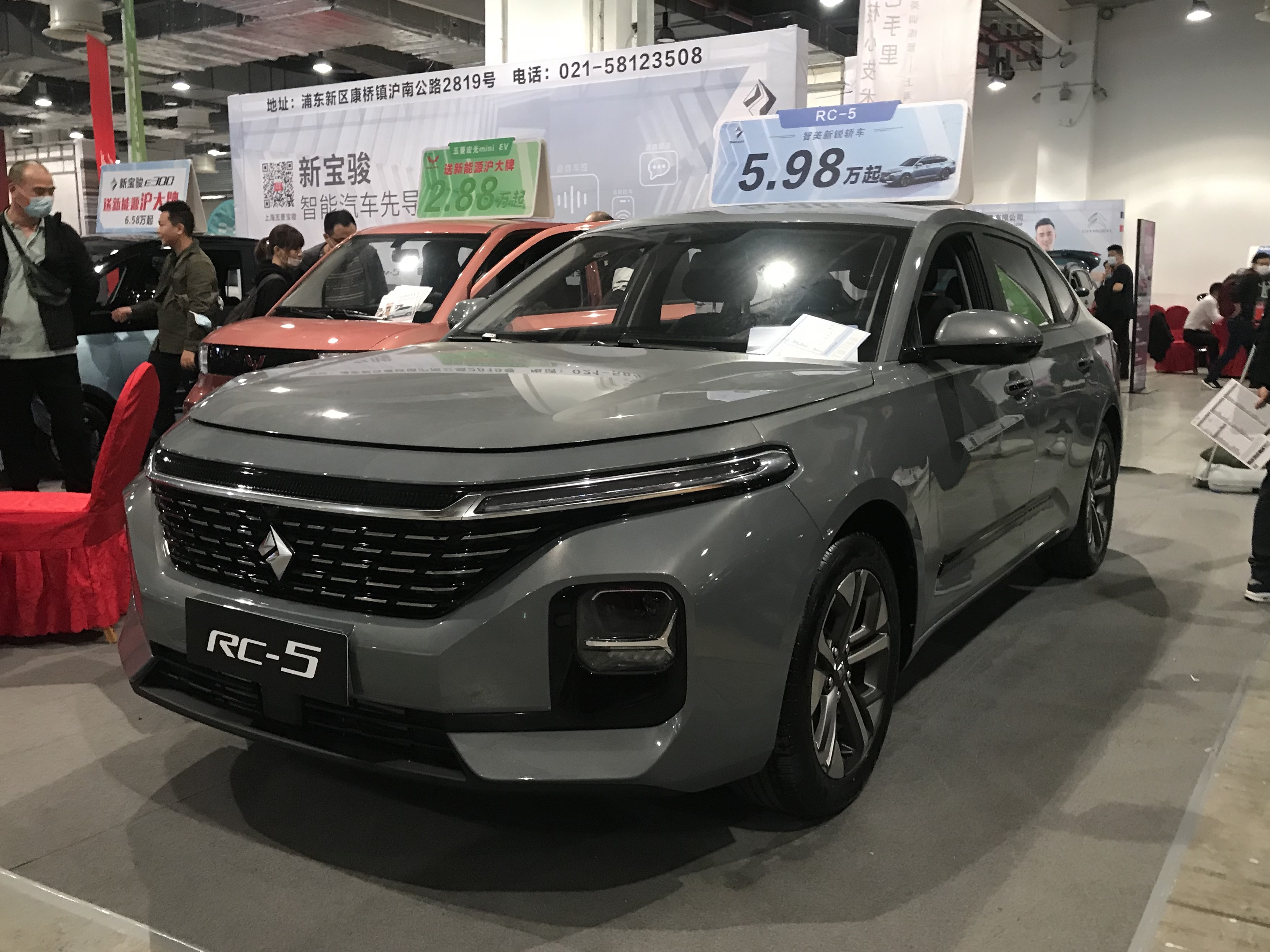
Baojun RC-5
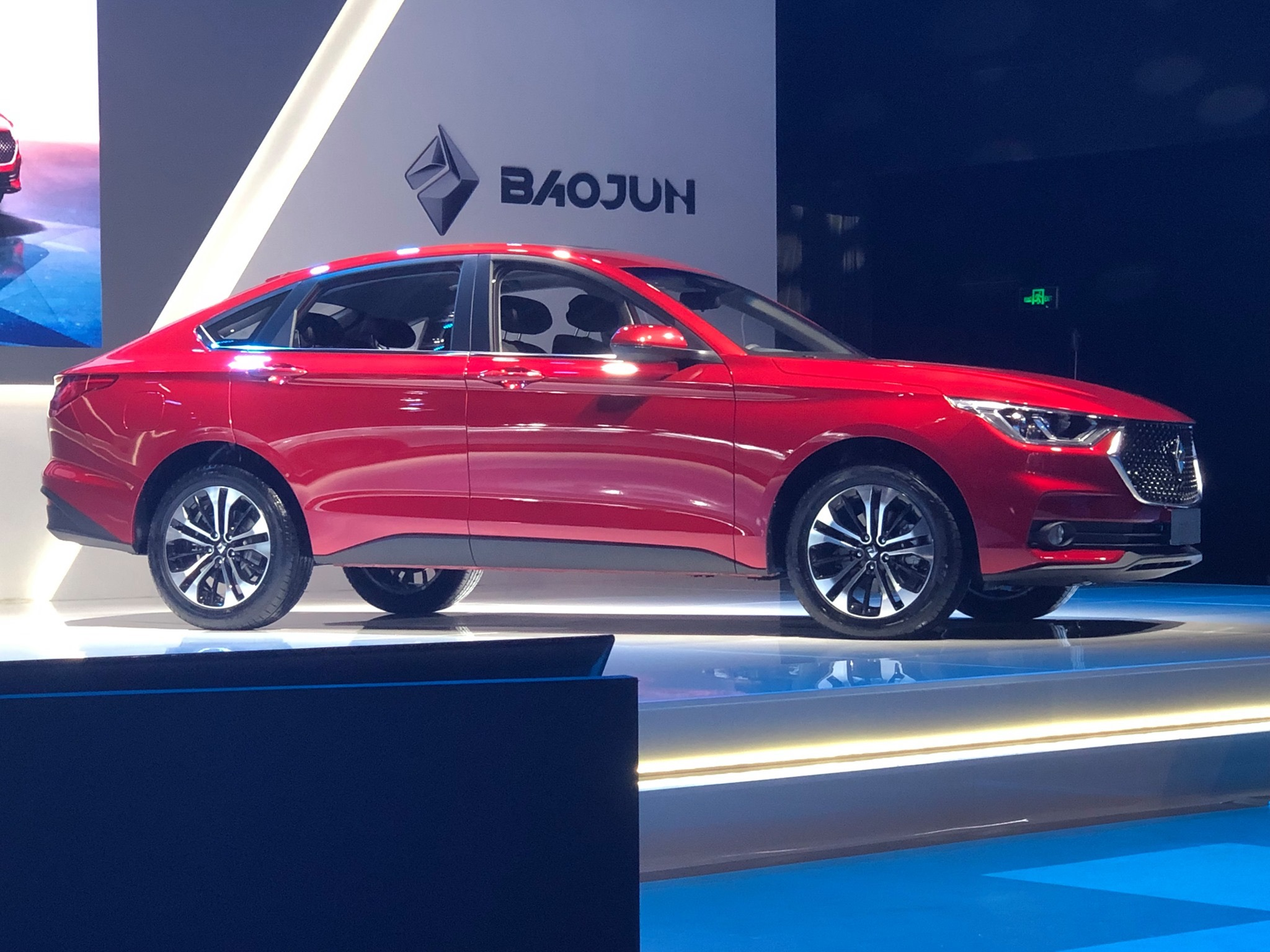
Baojun RC-6
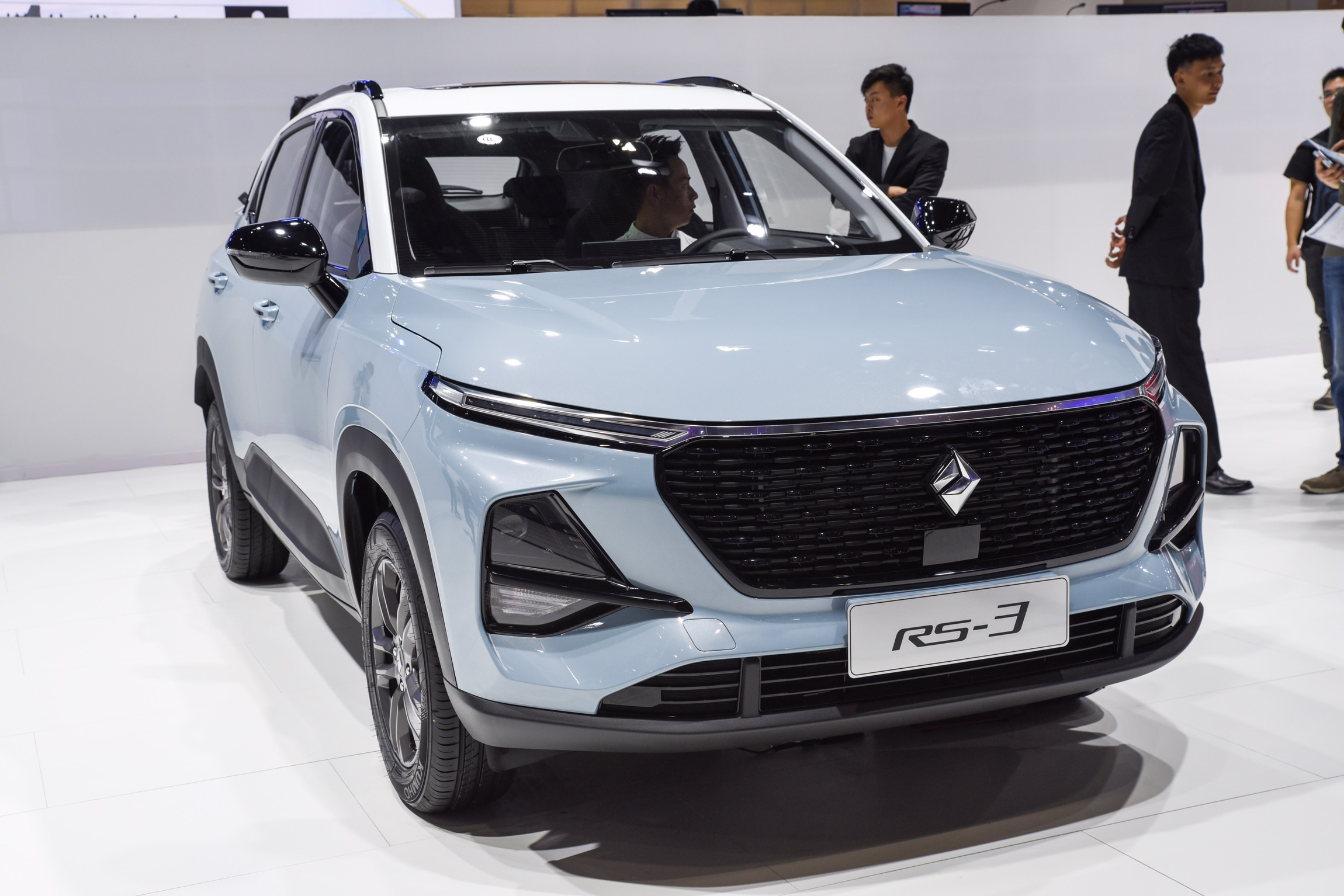
Baojun RS-3
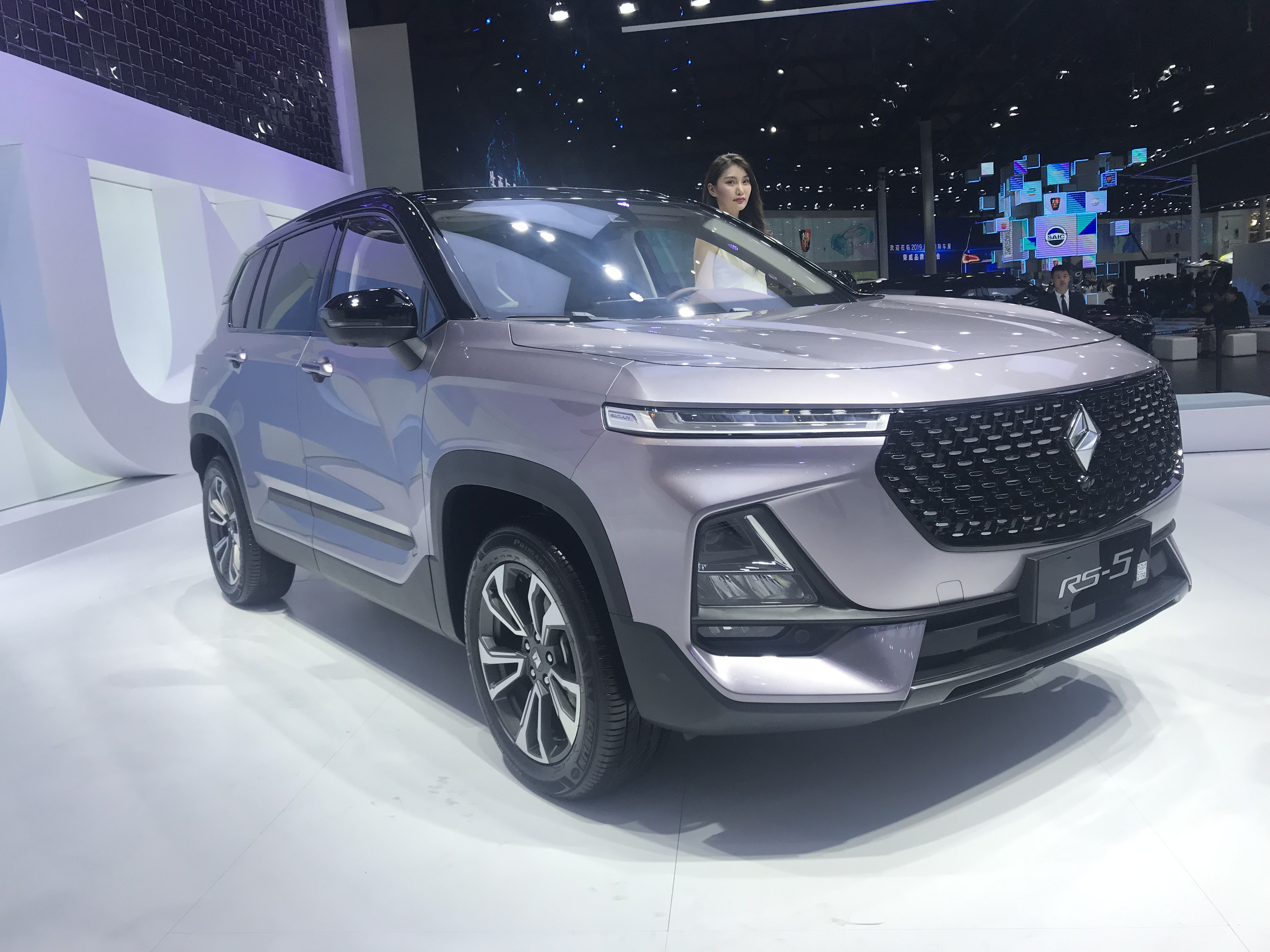
Baojun RS-5
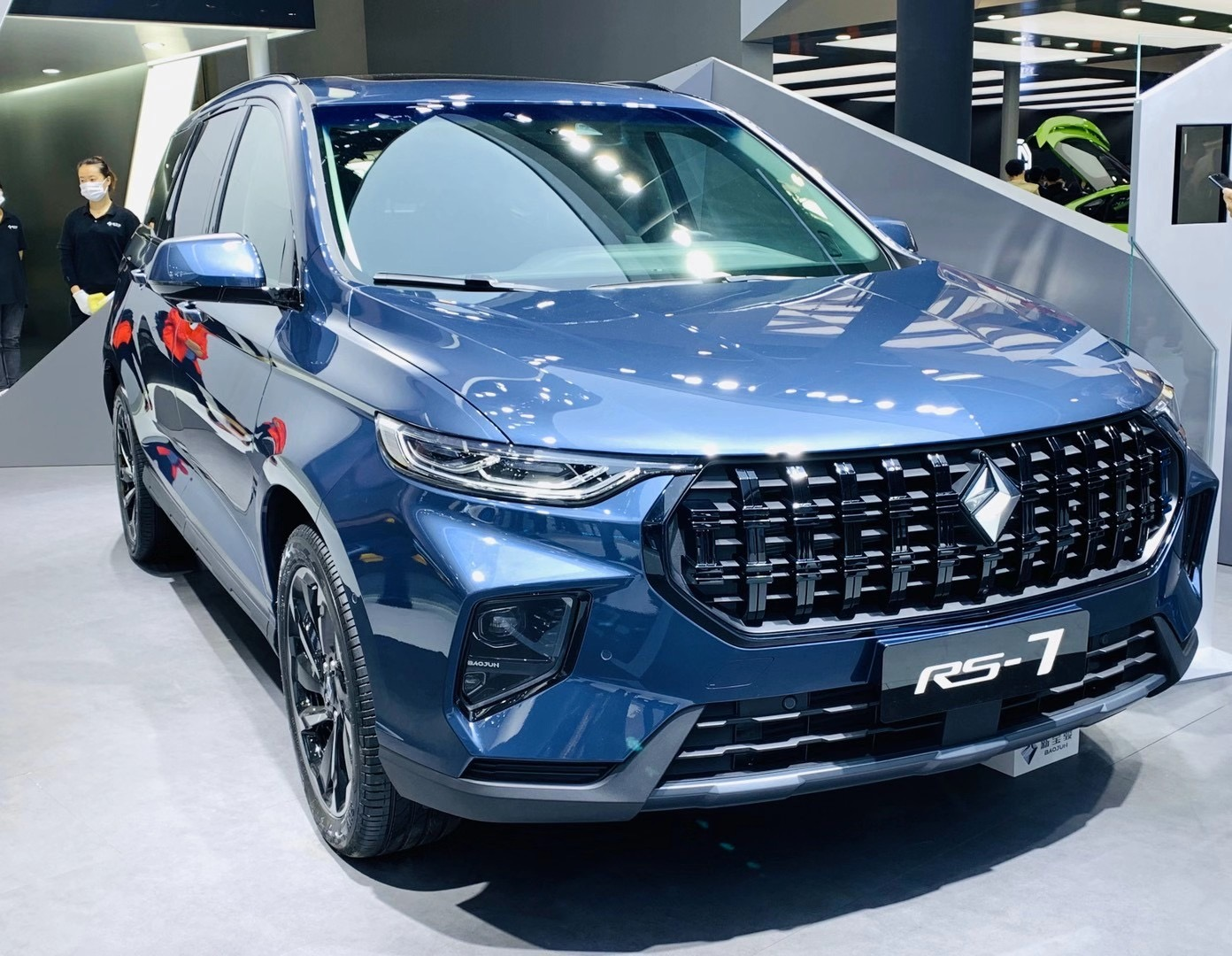
Baojun RS-7
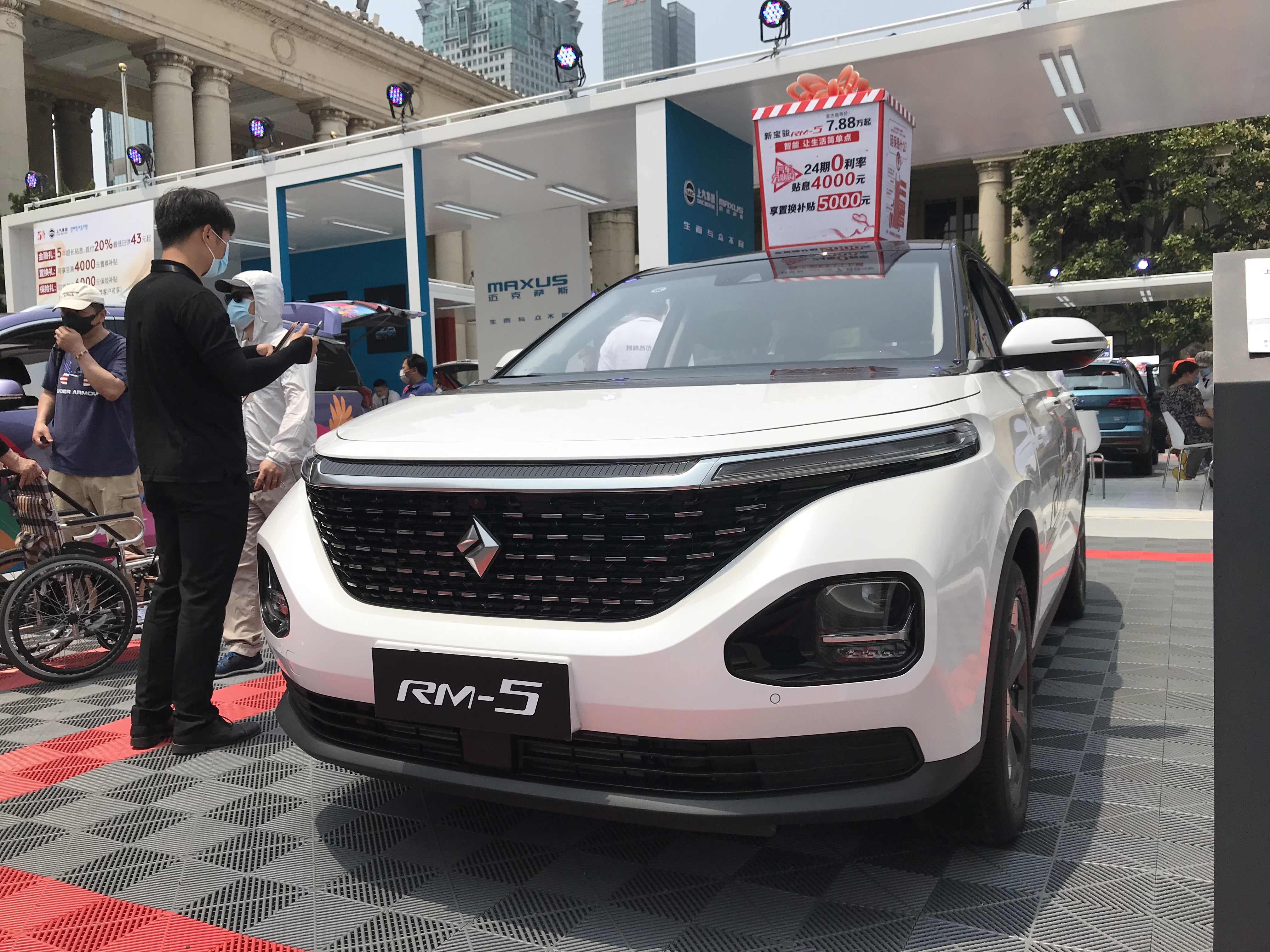
Baojun RM-5